# Чувашский национальный костюм
Чува́шский национа́льный костю́м (чув. Чӑваш тумӗ, Чӑваш тумтирӗ) отчётливо отражает историческое развитие, социальные и природные условия существования, эстетические предпочтения, а также этногрупповые и этнотерриториальные особенности чувашского народа. Основу женской и мужской одежды составляла белая рубаха кĕпе. Она изготавливалась из одного полотнища конопляного (посконного) холста, перегнутого пополам и сшитого по продольной линии. Боковины закрывались прямыми вставками и клиньями, расширявшими книзу силуэт рубахи. Прямые и узкие рукава длиной 55—60 см вшивались под прямым углом и дополнялись квадратной ластовицей.
Женские рубахи имели высоту 115—120 см и центральный грудной разрез. Они орнаментировались вышитыми узорами по обеим сторонам груди, по рукавам, вдоль продольных швов и по подолу. Контур узоров выполнялся чёрными нитками, в их расцветке преобладал красный цвет, дополнительными были зелёный, жёлтый и тёмно-синий. Главными узорами были нагрудные розетки кĕскĕ или ромбовидные фигуры сунтăх (пуштĕр, кӳнчĕк, кĕсле) из красных домотканых или ситцевых лент.
Мужские рубахи имели высоту 80 см и орнаментировались скромнее. Правосторонний грудной разрез выделялся полосками вышитого узора и красными лентами, а также треугольной красной нашивкой.
В конце XIX века в низовой группе анатри распространились рубахи из цветных домотканых холстов улача в синюю или красную клетку. Их украшали нашивками из ситца по груди и плечам, а по подолу — 1—2 оборками из цветной фабричной ткани или цветного домотканого холста.
Поверх рубахи повязывали фартук чĕрçитти — орнаментированный, из белого холста или цветной, из красной, синей, зелёной пестряди. Верховые чуваши носили белый фартук саппун с нагрудником, украшенный узорами на подоле. Подпоясывались 1—2 поясами пиçиххи и закрывали тыльную часть фигуры подвесками разного вида: старинными украшениями из трубок и чёрной бахромы хӳре, вышитыми принадлежностями сарă, по бокам — парными подвесками яркăч.
До XX века у чувашей бытовал особый вид распашной обрядовой одежды типа традиционного халата — белый прямоспинный шупăр. Он отличался длинными узкими рукавами и богатой орнаментацией с сочетанием вышивки и аппликации в верхней части, вдоль бортов и по подолу.
Обязательной принадлежностью женской и мужской одежды были белые штаны йĕм с широким шагом, длиной до щиколоток или выше.

## Головные уборы и украшения

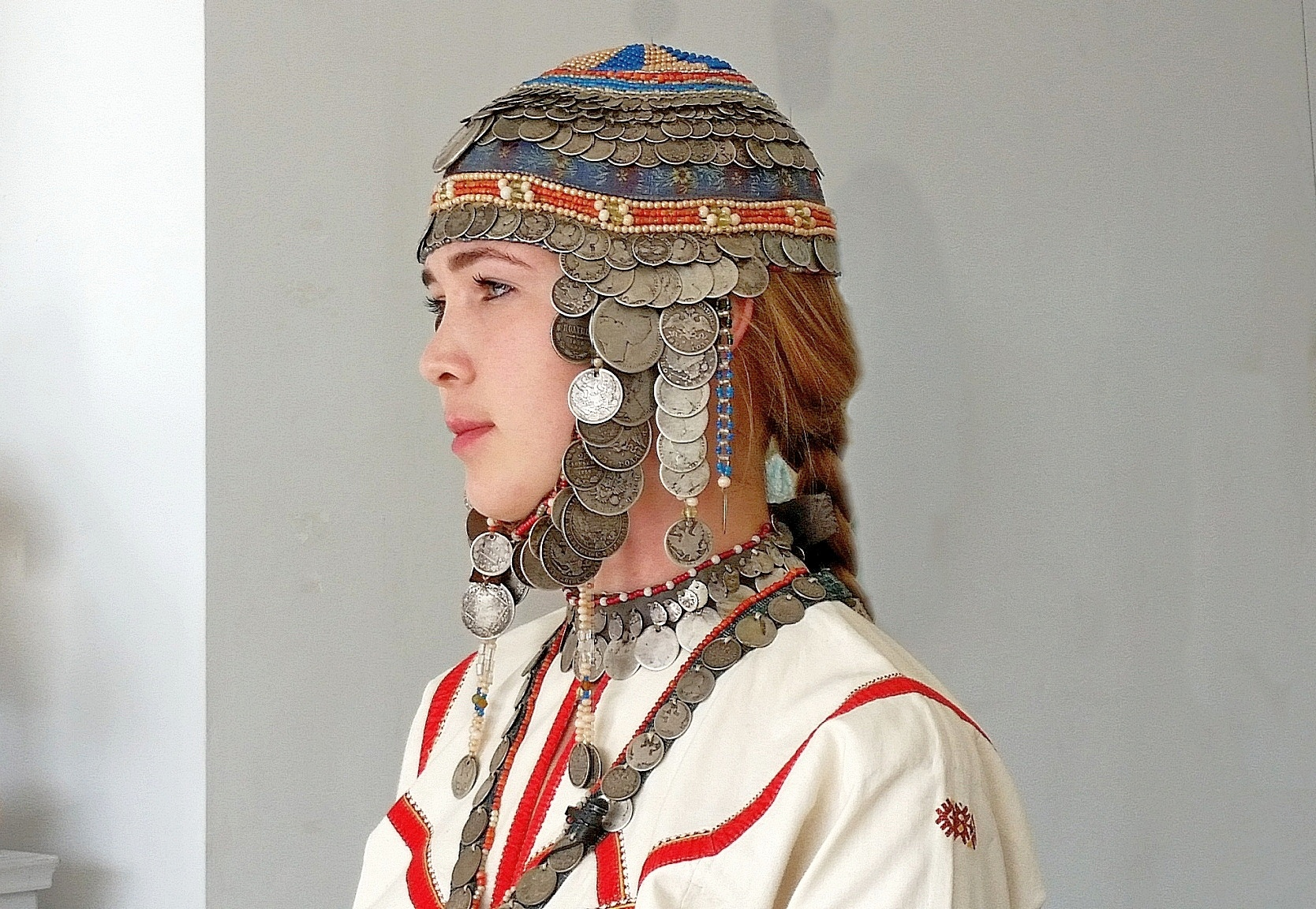
Средненизовая этнографическая группа (анат енчи). Головной убор девушки «тухья»

Праздничные и обрядовые головные уборы разнообразны и декоративны. Девушки носили округлые шапочки тухья, украшенные бисерным шитьем и серебряными монетами. Замужние женщины обязательно покрывали голову сурпаном — белой полосой тонкого холста с орнаментированными концами, которые спускались на плечо и вдоль спины. В обычные дни поверх сурпана повязывали аналогичную по форме, но более узкую головную повязку пуç тутри (или сурпан тутри), а на праздники — нарядный головной убор хушпу, который отличался богатым монетным декором и наличием вертикальной наспинной части. По форме можно выделить 5-6 локальных видов хушпу: цилиндрических, полусферических, округлых с небольшой вершиной, наподобие высокого или низкого усеченного конуса, а также облегающего обруча.
Единый ансамбль с нарядными головными уборами составляли украшения из монет, бисера, бус, кораллов и раковин каури. Они имели знаковое, функциональное и эстетическое значение, различаясь на женские и девичьи, а по расположению на фигуре — на головные, шейные, наплечные, нагрудные, поясные.

## Верхняя одежда и обувь
В качестве демисезонной одежды использовались халаты пустав, кафтаны сăхман, зимней — приталенные шубы кĕрĕк, для дальних поездок надевали длинные объемные тулупы из овчины или прямоспинные суконные чапан. Мужские головные уборы не отличались многообразием: бытовали суконные шляпы с полями, меховые шапки çĕлĕк.
Повседневной обувью были сплетенные из липового лыка лапти (çăпата), которые верховые чуваши носили с черными суконными онучами, а низовые — с белыми шерстяными или суконными чулками (тăла чăлха). Праздничной обувью являлись кожаные сапоги или башмаки, в верховой группе — высокие сапоги в гармошку. С конца 19 века стали появляться высокие женские кожаные ботинки на шнуровке. Зимней обувью служили белые, серые и черные валенки.
Как у большинства народов Поволжья, детская одежда была подобна взрослой, но не имела богатой орнаментации и знаковых украшений.

## Чувашская одежда в современной культуре
С 1930-х годов традиционная одежда повсеместно стала замещаться одеждой городского типа. Однако в сельской среде национальные комплексы сохраняются до настоящего времени почти повсеместно, особенно в отдаленных районах. Главным образом, они используются в качестве праздничной и обрядовой одежды, а также в фольклорно-сценической деятельности. Традиции народного костюма развиваются в творчестве многих народных мастеров и художников, в работе предприятий народных художественных промыслов.
Современные художники-модельеры не реконструируют традиционный наряд, а создают костюмы-образы на основе ассоциативных представлений и изучения музейных подлинников. Они стремятся понять происхождение и значение узоров, сохранить ценность ручной работы и натуральных материалов. Наиболее активные и талантливые участвуют в престижных конкурсах современной моды на региональном и российском уровнях.
Мастера изготавливают праздничные костюмы для проведения национальных свадеб в селах и городах. В таких «обновленных» нарядах подчас используются подлинные головные уборы хушпу и украшения. Они по-прежнему сохраняют своё значение в качестве важнейшего смыслового, эстетического и сакрального центра чувашского костюма.

## Галерея фотографий

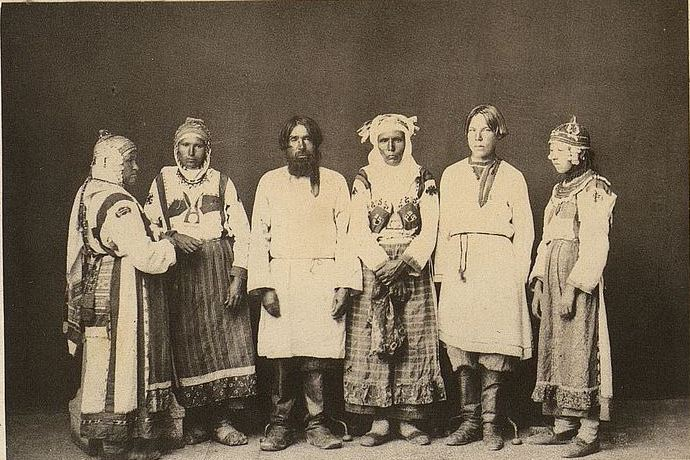
Низовые чуваши
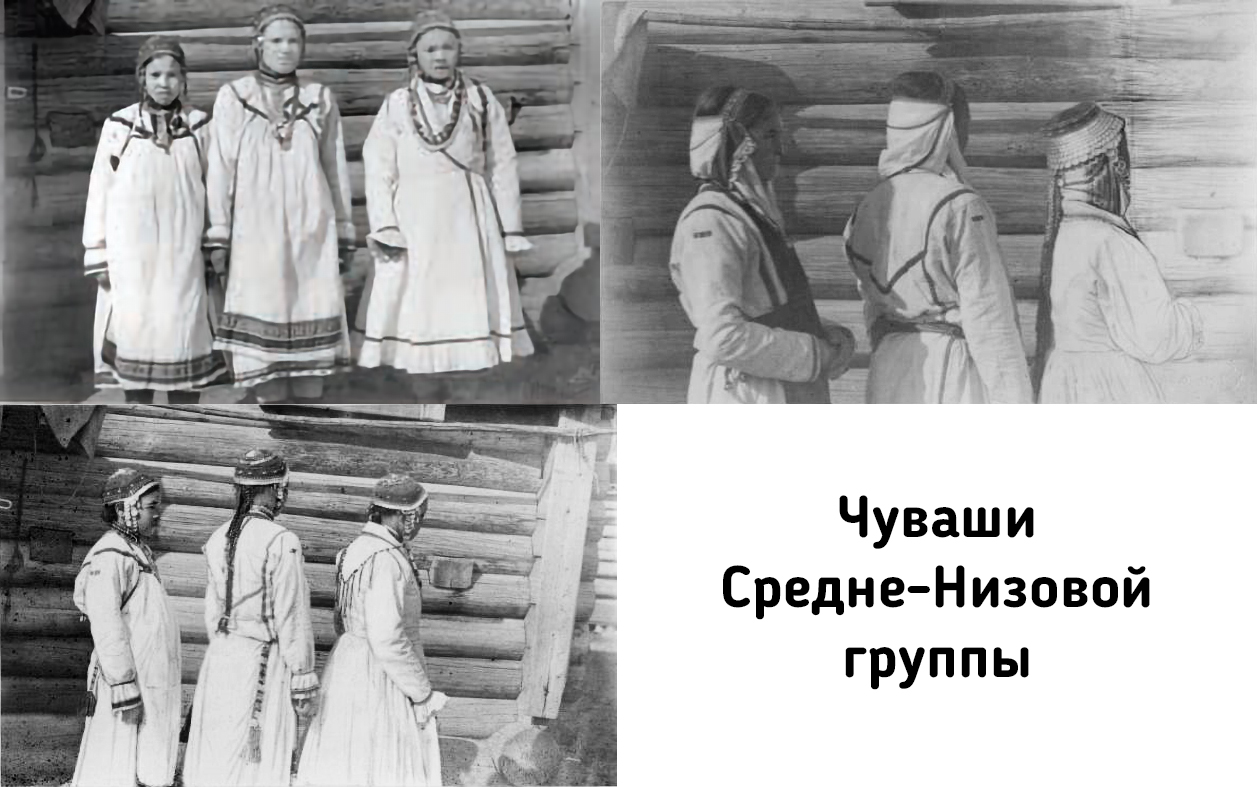
Средненизовые чуваши
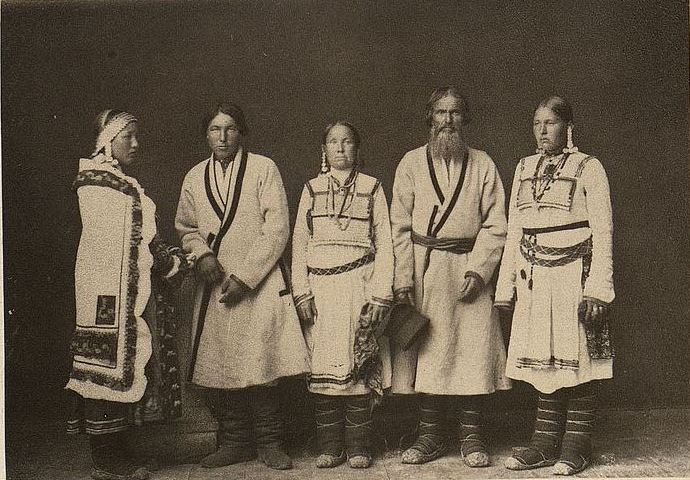
Верховые чуваши